# Come On Eileen
Come On Eileen ist ein Lied von Dexys Midnight Runners und The Emerald Express aus dem Jahr 1982, das von Kevin Rowland, Jimmy Patterson und Kevin Adams geschrieben wurde. Es erschien auf dem Album Too-Rye-Ay und wurde am 25. Juni 1982 veröffentlicht. Die Single-Veröffentlichung war die erfolgreichste der Bandgeschichte und der einzige Nummer-eins-Hit in den USA.

## Hintergründe
Etwa ein Jahr vor Veröffentlichung des Albums Too-Rye-Ay hatte die Band Dexys Midnight Runners sowohl ihren musikalischen Stil als auch ihr Image verändert. Sie trat in Overalls gekleidet mit Sandalen und Bandanas auf und hatte ihrer Musik Elemente der keltischen Folklore hinzugefügt. Die Geigen entstanden in Zusammenarbeit mit dem Ensemble Emerald Express. Dieses neue Image und der an die englischen Brass Bands angelehnte und mit Streichern angereicherte Sound fand seinen ersten Höhepunkt mit der Auskopplung von Come On Eileen als erste Single des Albums Too-Rye-Ay. Rowland sah die Single als letzte Chance, würde sie kein Erfolg werden, so wollte er sich von der Musik abwenden und sein Geld auf andere Art verdienen.

## Kommerzieller Erfolg

### Chartplatzierungen
In den Vereinigten Staaten, Großbritannien, Irland, Australien, Neuseeland, der Schweiz und in Belgien wurde das Lied zu einem Nummer-eins-Hit. Im Musikvideo wurde Eileen von Máire Fahey gespielt, der Schwester von Siobhan Fahey.
| ChartsChartplatzierungen       | Höchstplatzierung | Wochen |
| ------------------------------ | ----------------- | ------ |
| Deutschland (GfK)              | 6 (27 Wo.)        | 27     |
| Österreich (Ö3)                | 9 (8 Wo.)         | 8      |
| Schweiz (IFPI)                 | 1 (10 Wo.)        | 10     |
| Vereinigte Staaten (Billboard) | 1 (23 Wo.)        | 23     |
| Vereinigtes Königreich (OCC)   | 1 (18 Wo.)        | 18     |

| ChartsJahrescharts (1983)      | Platzierung |
| ------------------------------ | ----------- |
| Deutschland (GfK)              | 45          |
| Vereinigte Staaten (Billboard) | 13          |

### Auszeichnungen für Musikverkäufe
| Land/Region                  | Auszeichnungen für Musikverkäufe (Land/Region, Auszeichnung, Verkäufe) | Verkäufe  |
| ---------------------------- | ---------------------------------------------------------------------- | --------- |
| Australien (ARIA)            | Gold                                                                   | 20.000    |
| Dänemark (IFPI)              | Gold                                                                   | 45.000    |
| Deutschland (BVMI)           | Gold                                                                   | 300.000   |
| Kanada (MC)                  | Gold                                                                   | 50.000    |
| Neuseeland (RMNZ)            | 5× Platin                                                              | 150.000   |
| Vereinigtes Königreich (BPI) | 3× Platin                                                              | 1.800.000 |
| Insgesamt                    | 4× Gold · 8× Platin ·                                                  | 2.315.000 |

## Coverversionen
- 1982: Leinemann (Treffpunkt Bärlin)
- 1996: Skyclad
- 1997: Save Ferris
- 2001: Black Lace
- 2002: Badly Drawn Boy
- 2005: Hermes House Band
- 2006: Nouvelle Vague
- 2011: Sugarland